# Jannes Van Hecke
Jannes Van Hecke, né le 15 janvier 2002 à Maldeghem en Belgique, est un footballeur belge qui joue au poste de milieu de terrain au SK Beveren.

## Biographie

### En club
Né à Maldeghem en Belgique, Jannes Van Hecke est formé par le Club Bruges KV, puis le SV Zulte Waregem. Il joue son premier match en professionnel avec ce club, le 14 mai 2019, à 17 ans, lors de la saison 2019-2020 de Division 1A contre Waasland-Beveren. Il entre en jeu à la place d'Hicham Faik et son équipe s'impose par cinq buts à zéro. Van Hecke joue davantage en équipe première au cours de l'année 2020.
Lors de l'été 2021, Jannes Van Hecke rejoint librement le KV Malines, étant en fin de contrat avec le SV Zulte Waregem. Le transfert est annoncé dès le 20 avril 2021. Il joue son premier match sous ses nouvelles couleurs le 15 décembre 2021 contre La Gantoise, en championnat. Il entre en jeu et son équipe l'emporte par quatre buts à trois.
Van Hecke inscrit son premier but en professionnel le 9 novembre 2022, lors d'un match de coupe de Belgique face au KSC Lokeren-Tamise. Il entre en jeu et participe à la victoire de son équipe par cinq buts à zéro.
Libre de contrat depuis juin 2024, n'ayant pas été renouvelé au KV Malines, Jannes Van Hecke s'engage avec le SK Beveren le 25 octobre 2024 jusqu'à la fin de la saison avec une option.
Il joue son premier match pour Beveren le 26 octobre 2024, en entrant an jeu contre le RSCA Futures, en championnat. Les deux équipes se neutralisent ce jour-là (1-1 score final).

### En sélections nationales
Jannes Van Hecke représente l'équipe de Belgique des moins de 17 ans entre 2018 et 2019, pour un total de sept matchs joués. Sa première apparition a lieu le 27 septembre 2018 contre l'Autriche. Il est titularisé et son équipe s'incline par deux buts à un.

## Statistiques

### En club
| Saison                | Club                  | Championnat           | Championnat | Championnat | Championnat | Coupe(s) nationale(s) | Coupe(s) nationale(s) | Coupe(s) nationale(s) | Autres compétitions | Autres compétitions | Autres compétitions | Autres compétitions | Total | Total | Total |
| Saison                | Club                  | Division              | M.          | B.          | P.d.        | M.                    | B.                    | P.d.                  | Comp.               | M.                  | B.                  | P.d.                | M.    | B.    | P.d.  |
| 2018-2019             | SV Zulte Waregem      | Division 1A           | -           | -           | -           | -                     | -                     | -                     | PO2                 | 2                   | 0                   | 0                   | 2     | 0     | 0     |
| 2019-2020             | SV Zulte Waregem      | Division 1A           | 2           | 0           | 0           | 0                     | 0                     | 0                     | -                   | -                   | -                   | -                   | 2     | 0     | 0     |
| 2020-2021             | SV Zulte Waregem      | Division 1A           | 12          | 0           | 0           | -                     | -                     | -                     | -                   | -                   | -                   | -                   | 12    | 0     | 0     |
| Sous-total            | Sous-total            | Sous-total            | 14          | 0           | 0           | 0                     | 0                     | 0                     | -                   | 2                   | 0                   | 0                   | 16    | 0     | 0     |
| 2021-2022             | KV Malines            | Division 1A           | 6           | 0           | 0           | 1                     | 0                     | 0                     | PO2                 | 4                   | 0                   | 0                   | 11    | 0     | 0     |
| 2022-2023             | KV Malines            | Division 1A           | 28          | 0           | 0           | 4                     | 1                     | 0                     | -                   | -                   | -                   | -                   | 32    | 1     | 0     |
| 2023-2024             | KV Malines            | Division 1A           | 17          | 0           | 0           | 1                     | 0                     | 0                     | PO2                 | 5                   | 0                   | 0                   | 23    | 0     | 0     |
| Sous-total            | Sous-total            | Sous-total            | 51          | 0           | 0           | 6                     | 1                     | 0                     | -                   | 9                   | 0                   | 0                   | 66    | 1     | 0     |
| 2024-2025             | SK Beveren            | Division 1B           | 17          | 0           | 2           | 1                     | 0                     | 0                     | PO                  | 2                   | 0                   | 0                   | 20    | 0     | 2     |
| 2025-2026             | SK Beveren            | Division 1B           | 2           | 0           | 0           | -                     | -                     | -                     | -                   | -                   | -                   | -                   | 2     | 0     | 0     |
| Sous-total            | Sous-total            | Sous-total            | 19          | 0           | 2           | 1                     | 0                     | 0                     | -                   | 2                   | 0                   | 0                   | 22    | 0     | 2     |
| Total sur la carrière | Total sur la carrière | Total sur la carrière | 84          | 0           | 2           | 7                     | 1                     | 0                     | -                   | 13                  | 0                   | 0                   | 104   | 1     | 2     |

## Palmarès

### En club
|  |  | KV Malines - Coupe de Belgique : - Finaliste : 2023. |